# Ноздровский, Степан Андреевич
Степан Андреевич Ноздро́вский (16 августа 1888 — 1 ноября 1949) — военный лётчик, учёный и изобретатель авиаприборов, награждённый орденом Святого Георгия 4-й степени и четырьмя солдатскими Георгиевскими крестами.

## Происхождение
Из дворян. Ноздровский родился 16 августа 1888 года в м. Кричев Могилёвской губернии в семье статского советника. Православный.

## Биография
В 1906 году окончил 12-ю Санкт-Петербургскую гимназию, а в 1911 году — Императорский Санкт-Петербургский университет. Ещё будучи студентом физико-математического факультета Петербургского университета, Ноздровский серьёзно увлёкся авиацией.
В 1911 году после окончания университета работал на заводе С. Щетинина. Вскоре Ноздровский поступил в школу авиации. Экзаменационный полёт С. Ноздровского, совершённый в августе 1913 г., стал мировым рекордом: пять «восьмёрок» были выполнены за 6,5 минут.
В 1913 году окончил школу Императорского всероссийского аэроклуба (ИВАК) и был оставлен в школе инструктором.

### Военный лётчик
31 июля 1914 года вступил в службу рядовым «охотником» в Особый (добровольческий) авиационный отряд, позже переименованный в 34-й корпусной авиационный отряд (XXXIV КАО), сформированный из личного состава авиашколы ИВАК её начальником лейтенантом Н. А. Яцуком. Произведён в чины: ефрейтор (12.10.1914), младший унтер-офицер (06.12.1914), старший унтер-офицер (09.12.1914).
Первый свой Георгиевский крест лётчик 34-го КАО Ноздровский получил «за неоднократно с успехом произведённые воздушные разведки, причём 11.09.1914 несмотря на обстрел его германской артиллерией и пехотой, он продолжал разведку вглубь расположения неприятельских частей, а 12.09.1914, заметив направляющийся к ним неприятельский аэроплан, движением своего самолёта заставил противника возвратиться обратно».
К марту 1915 года С. А. Ноздровский был награждён всеми четырьмя степенями Георгиевского креста и был произведён в прапорщики за боевые отличия (20.03.1915).
22 августа 1915 года, во время Свенцянского прорыва немцев, он с наблюдателем штабс-капитаном Леонковым выполнил несколько разведок в районе Янов-Вилкомир, во время которых они обнаружили продвижение значительных сил неприятеля в направлении Свенцян. Эти сведения дали возможность командованию принять меры, предупредившие прорыв противника у Молодечно. За эти разведки С. А. Ноздровский был награждён орденом Св. Георгия 4-й степени.
5 июля 1916 года Степан Андреевич назначен командиром 10-го истребительного авиационного отряда. Подпоручик (30.08.1916).
В августе 1917 года откомандирован в Управление военного воздушного флота. Поручик (17.09.1917).

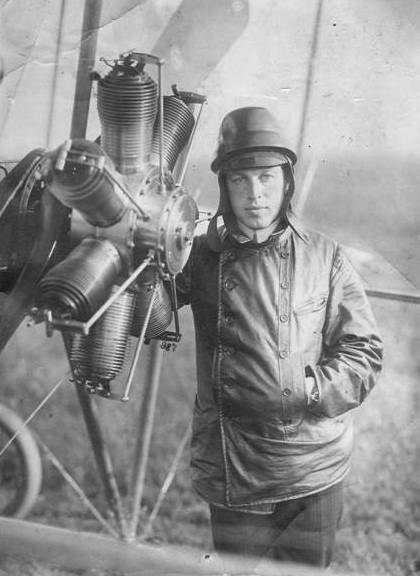
Лётчик Ноздровский С. А., 1913

С марта 1918 года С. А. Ноздровский был начальником авиашколы частного Казанского общества воздухоплавания.

### Участие в Белом движении
В августе 1918 года после взятия Казани армией генерала Каппеля и частями Чехословацкого корпуса поручик Ноздровский вступил в Белую армию Восточного фронта.
С августа по октябрь 1918 года занимал должности заведующего оперативным отделением Управления воздушного флота Северной группы войск.
С 8 ноября 1918 по январь 1919 г. — помощник начальника Управления воздушного флота по оперативной части.
С января 1919 по январь 1920 г. — начальник технического отделения при том же управлении. Вскоре за отличия по службе был произведён в капитаны (1919) и назначен сотрудником Иркутской аэронавигационной лаборатории.

### На службе в РККА
С февраля 1920 года в РККА. С мая 1920 года — заведующий аэронавигационной лабораторией 5-й армии, затем — заведующий Аэронавигационным отделом научно-опытных мастерских Главного управления РКК ВВФ.
С января 1923 по май 1924 года — постоянный член Научного комитета Главного управления РКК ВВФ.
С мая 1924 г. — преподаватель Академии военно-воздушного флота РККА им. Жуковского.
В 1924 году Степан Андреевич Ноздровский одним из первых запатентовал принцип построения одноосного гироскопического стабилизатора. Он и его сотрудники в короткое время подготовили первый отряд штурманов для военной авиации. Во время перелёта Москва — Монголия — Китай — Япония на самолёте Михаила Громова стоял гироскопический компас, автором которого был Степан Андреевич Ноздровский. Дирекция ленинградского завода «Электросила» обратилась к командованию с просьбой направить Ноздровского для налаживания выпуска приборов для народного хозяйства. Вот что было написано в 23-томной «Технической энциклопедии», вышедшей под редакцией профессора Л. К. Мартенса в 1927—1938 годах в статье «Развитие авиационных приборов»:
«Уже в 1919 г. отечественный завод „Авиаприбор“ выпускал приборы для воздушного флота, а с 1922 г. этот завод перешёл на серийное производство. В 1923 г. на этом заводе изготовлялись: манометры масла и бензина, аэротермометры, тахометры, высотомеры, уклономеры и указатели скорости. Завод объединил многих конструкторов и исследователей-приборостроителей, имена которых в настоящее время пользуются широкой известностью (С. А. Ноздровский, С. С. Тихменев, Г. О. Фридлендер и др.» [5]. В редакционный состав этой энциклопедии вошёл и Степан Андреевич Ноздровский. Он отвечал за разделы, касающиеся развития авиации. В частности, уже в первом томе энциклопедии была помещена его статья: «Авиационные приборы».
20 ноября 1925 года Степан Андреевич Ноздровский был уволен из рядов РККА «как бывший белый офицер».
C 1 мая 1926 года по личному ходатайству, рассмотренному начальником Управления ВВС РККА, вновь принят на службу на должность старшего лётчика-наблюдателя Научно-опытного аэродрома ВВС РККА.
5 февраля 1925 года получил благодарность, объявленную в приказе № 46 по ВВС РККА «за перелёт по маршруту Москва — Смоленск — Витебск — Гомель — Москва».
15 августа 1927 года Степан Андреевич Ноздровский вновь был уволен из рядов ВВС РККА «за невозможностью дальнейшего использования». Возможно, раннее увольнение из рядов РККА и спасло Степана Андреевича от волны репрессий 1930-х годов против бывших офицеров: он просто выпал из поля зрения ОГПУ — НКВД. Чудом избежав репрессий, он был вынужден работать рабочим, инженером, часто менять места работы. Тем не менее научную работу Степан Андреевич не бросал, и в 1939 году в издательстве «Оборонгиз» вышла его книга «Общая теория и методика расчёта измерительных приборов».
В годы Великой Отечественной войны доцент С. А. Ноздровский работал в Военно-воздушной академии им. Жуковского, возглавляя кафедру штурманского факультета. В последующие годы  Степан Андреевич Ноздровский работал на кафедре механических приборов в Московском авиационном институте (МАИ).
Жил в Москве. Умер 1 ноября 1949 года. Похоронен на Введенском кладбище в Москве (участок 21).

## Награды
- Знак отличия Военного ордена Св. Георгия для нижних чинов, (ЗОВО):
  - Георгиевский крест 4-й ст. № 38420 — Приказом по 10-й армии № 66 от 12.10 1914 г. «за воздушные разведки 11-го и 12-го сентября 1914 г.»;
  - Георгиевский крест 3-й ст. № 9358 — Высочайше пожалован 06.12. 1914 г. «…за воздушные разведки 2, 3 и 13 октября 1914 г.»;
  - Георгиевский крест 2-й ст. № 629 — Приказом по 3-му Сибирскому армейскому корпусу № 9 от 15.01.1915 г. «за воздушные разведки 21 и 27-го ноября 1914 г., сопровождавшиеся метанием бомб и совершённые под сильным артиллерийским огнём»;
  - Георгиевский крест 1-й ст. № 293 — «за воздушные разведки 20 декабря 1914 г.,1, 19 и 27 ноября 1915 г. и за перелёт из Лыка в Осовец».
- Орден Святой Анны 4-й ст. с надписью «За храбрость» (1915 или 1916),
- Орден Святой Анны 3-й ст. с мечами и бантом (27.07.1916),
- Орден Святого Георгия 4-й ст. (04.03.1917),
- Орден Святого Владимира 4-й ст. с мечами и бантом (17.03.1917),
- Орден Святого Станислава 3-й ст. с мечами и бантом (13.09.1917).

## Труды
- Ноздровский С. А. Значение авиационных приборов и научно-технических средств для работы авиационного воздушного флота / Труды 1-го Всероссийского Съезда инженеров, работающих в области военной промышленности. — Вып. 1. — М.: Издание Главного Управления военной промышленности, 1922. — 162 с. + 8 л. фотографий.
- Ноздровский С. А. Общая теория и методика расчёта измерительных приборов. — М.: Оборонгиз, 1939.